# Ventura Díaz Astillero de los Ríos
Ventura Díaz Astillero de los Ríos (Andújar, 20 de junio de 1808-Madrid, 5 de marzo de 1864) fue un político español.

## Biografía
Jurista jienense y diputado, desempeñó el cargo de gobernador civil de Barcelona en 1850 y ministro de la Gobernación durante los meses de enero a mayo de 1858. Después fue senador vitalicio.